# Ichikawa Raizō (lignée)
Pour les articles homonymes, voir Ichikawa (homonymie).
Ichikawa Raizō (市川 雷蔵) est un nom de scène utilisé par des acteurs kabuki, tradition commencée par Ichikawa Raizō I (1724–67), élève d'Ichikawa Danjūrō II ; l'utilisation du nom « Ichikawa » souligne donc cette relation.

## Lignée
- Ichikawa Raizō I (1724–67) : élève d'Ichikawa Danjūrō II.
- Ichikawa Raizō II (1754–78) : fils d'Ichikawa Raizō I.
- Ichikawa Raizō III (dates inconnues) : élève d'Ichikawa Danjūrō V.
- Ichikawa Raizō IV (dates inconnues) : élève d'Ichikawa Danjūrō V.
- Ichikawa Raizō V (1820–66) : élève d'Ichikawa Danjūrō VII.
- Ichikawa Raizō VI (1876-1901) : élève d'Ichikawa Danjūrō IX.
- Ichikawa Raizō VII (1890-?) : élève d'Ichikawa Danjūrō IX ; cesse de jouer  au milieu de l'ère Taishō (1912-1926) pour devenir formateur de danses japonaises traditionnelles.
- Raizō Ichikawa VIII (1931–69) : élève d'Ichikawa Jūkai III ; également acteur de cinéma.